# 阿恩蒂尤尔
阿恩蒂尤尔（Anthiyur），是印度泰米尔纳德邦Erode县的一个城镇。总人口19697（2001年）。

## 人口
该地2001年总人口19697人，其中男性10109人，女性9588人；0—6岁人口1779人，其中男954人，女825人；识字率71.39%，其中男性为78.31%，女性为64.09%。